# Phyllachora ehrhartae
Phyllachora ehrhartae är en svampart som beskrevs av Marasas 1966. Phyllachora ehrhartae ingår i släktet Phyllachora och familjen Phyllachoraceae.   Inga underarter finns listade i Catalogue of Life.